# Gli amici di Eddie Coyle
Gli amici di Eddie Coyle (The Friends of Eddie Coyle) è un film del 1973 diretto da Peter Yates e interpretato da Robert Mitchum, adattamento dell'omonimo romanzo scritto da George V. Higgins.
Del romanzo è stata fatta anche una versione teatrale nel 2011, da parte di Bill Doncaster della Lesley University.

## Trama
Eddie Coyle è un uomo che ha passato la cinquantina e che sbarca il lunario facendo da intermediario tra alcuni trafficanti d'armi e la banda di rapinatori capeggiata da Jimmy Rodriguez. Colto sul fatto mentre trasporta superalcolici di contrabbando per conto dell'amico Dillon, Eddie viene costretto dal poliziotto Foley a rivelare il nome degli "amici" ed evitare così una severa condanna. Quando anche Rodriguez e i suoi uomini vengono incastrati da Foley, i vertici dell'organizzazione sospettano di Coyle e incaricano Dillon di eliminarlo.

## Produzione
Nell'autunno del 1972, il dirigente della Paramount Peter Bart offrì a Peter Yates il compito di portare sul grande schermo il romanzo di George V. Higgins da poco pubblicato. A Higgins venne negata l'opportunità di lavorare alla sceneggiatura, cosa che destò le proteste dello stesso Yates, e il compito venne assunto dal produttore Paul Monash che aveva acquistato i diritti del romanzo.
Il film venne interamente girato nello stato del Massachusetts, principalmente a Boston. Tra gli altri luoghi per le riprese figurarono le città di Dedham, Milton, Quincy, Sharon, Weymouth (nella Contea di Norfolk), Malden, Somerville e Cambridge (nella Contea di Middlesex).
Robert Mitchum, reduce dalle delusioni di Allucinante notte per un delitto (1971) e La collera di Dio (1972), accettò inizialmente il ruolo secondario di Dillon, l'informatore della polizia poi interpretato da Peter Boyle. Quando Yates gli chiese se fosse interessato ad interpretare il protagonista, Mitchum accettò e iniziò a frequentare le bettole di Boston per calarsi nel personaggio ed acquisire un credibile accento del Massachusetts. Grazie anche all'attore Alex Rocco (che nel film interpreta la parte di Scalise), nativo della zona e con molte conoscenze nel mondo del crimine organizzato locale, Mitchum entrò a stretto contatto con diversi membri di spicco della famigerata Winter Hill Gang, quali Howard Winter e John Martorano, tanto che Higgins riportò le sue preoccupazioni a Yates circa la sua sicurezza e le possibili ripercussioni sulla produzione.
Il film vede la presenza di alcuni attori alle prime armi all'epoca, tra cui Richard Jordan e Steven Keats, al suo debutto sul grande schermo. Il regista scelse Keats all'ultimo momento per il ruolo di Jackie Brown, in parte per via della sua presunta somiglianza con Mick Jagger.
Il personaggio di Dillon compare anche nel film Cogan - Killing Them Softly diretto da Andrew Dominik nel 2012 e anch'esso tratto da un romanzo di Goerge V. Higgins, intitolato Cogan's Trade. In questo caso il personaggio è interpretato da Sam Shepard.

## Distribuzione
Il film è stato distribuito negli Stati Uniti dal 26 giugno 1973. In alcuni Paesi, tra cui Spagna, Finlandia, e Germania Ovest, non ha avuto una distribuzione nei cinema ed è stato trasmesso in prima visione televisiva negli anni ottanta. In seguito è stato proiettato nell'ambito di retrospettive alla 41ª edizione del Festival di Berlino (1991) e al New York Film Festival (2017).

### Date di uscita
- USA (The Friends of Eddie Coyle) - 26 giugno 1973
- Danimarca (Skyd, Eddie) - 22 novembre 1973
- Svezia (Eddie Coyles kompisar) - 7 gennaio 1974
- Polonia (Przyjaciele Eddiego) - 3 novembre 1975
- Francia (Les copains d'Eddie Coyle) - 14 luglio 1993

## Critica
Il film ha ottenuto buone recensioni alla sua uscita, così come molto apprezzata è stata la prova di Robert Mitchum nei panni del vecchio e stanco ex criminale Eddie Coyle, costretto suo malgrado a diventare un informatore della polizia. Sul sito aggregatore di recensioni Rotten Tomatoes il film ha un indice di gradimento del 100% sulla base di 23 recensioni professionali, con un voto medio di 8,4 su 10.
Vincent Canby del New York Times lo ha accostato per alcuni aspetti a Città amara - Fat City di John Huston, mentre secondo il critico Roger Ebert, pur non essendo particolarmente ricco di tensione, azione o violenza, il film «funziona così bene perché Eddie è interpretato da Robert Mitchum, forse mai stato al suo meglio come qui... dategli un personaggio, la possibilità di svilupparlo e ciò che fa è meraviglioso». Anche Craig Butler di AllMovie ha elogiato la performance «sottovalutata e meravigliosa» di Mitchum, «un uomo che ha visto tutto ed è stanco di tutto, ma che preferisce non arrendersi... Costantemente in lotta tra determinazione e rassegnazione... Lo spettatore può praticamente vedere i processi e le difficoltà eroderlo fisicamente». Accanto a lui sono segnalati «un Peter Boyle assolutamente perfetto e un magnifico Richard Jordan».
Don Druker del Chicago Reader lo ha definito «uno sguardo scioccato e penetrante sul mondo grigio tra criminalità e onestà, e sulle strategie dolorose che gli uomini si ingegnano per non essere sommersi, brutalizzati o emotivamente annientati», mentre più critica è stata la recensione sul magazine Time Out, secondo cui «il cast conferisce al film un'autorità che l'approccio curiosamente pedestre di Yates non riesce a fornire».
Gli amici di Eddie Coyle è uno dei tre film preferiti da Peter Yates tra quelli da lui diretti. Gli altri due sono All American Boys del 1979 e Il servo di scena del 1983.

## Colonna sonora
La colonna sonora del film è stata realizzata dal compositore statunitense Dave Grusin. Nel 2012 è stata pubblicata su Cd dalla rivista Film Score Monthly, insieme alla colonna sonora di I tre giorni del Condor di Sydney Pollack.

### Tracce
1. Theme from The Friends of Eddie Coyle - 03:06
2. Mr. Connection - 01:12
3. Guns to Artie/Artie Examines the Guns - 01:11
4. Partridge Robbery/Take a Walk - 07:40
5. Jackie Meets Pete and Andrea (Mr. Connection) - 01:16
6. Clean Cut - 02:24
7. Baylis Robbery - 02:44
8. Shopping Center (Mr. Connection) - 00:52
9. The Stakeout - 01:36
10. Whalen Robbery - 02:28
11. Eddie Is Hit - 00:46
12. Friend's Requiem/End Title (Theme from The Friends of Eddie Coyle) - 02:15